# 7 avril 1939
Le vendredi 7 avril 1939 est le 97e jour de l'année 1939.

## Naissances
- Évelyne Grandjean, actrice française
- Alberto Ormaetxea (mort le 28 octobre 2005), footballeur espagnol
- Brett Whiteley (mort le 15 juin 1992), artiste australien
- David Frost (mort le 31 août 2013), satiriste, écrivain, journaliste et présentateur de télévision britannique
- Francis Ford Coppola, réalisateur américain
- Jean-Claude Morice, peintre français
- Jean-Luc Chalumeau, historien de l'art français
- Lino Brocka (mort le 21 mai 1991), réalisateur philippin

- Vaçe Zela (morte le 6 février 2014), chanteuse albanaise

## Décès
- André Cluysenaar (né le 31 mai 1872), peintre belge
- Claude Chauvière (née le 14 février 1885), autrice française
- Jean Leclerc de Pulligny (né le 9 novembre 1859), polytechnicien français
- Joseph Lyons (né le 15 septembre 1879), homme d'État australien
- Louis Meyer (né le 1er juillet 1868), homme politique français
- Mary Steen (née le 28 octobre 1856), photographe danoise

## Événements
- Sortie de  Aladdin and His Wonderful Lamp, dessin animé avec Popeye
- Bataille de Durrës durant l'invasion italienne de l'Albanie
- Création du Royaume d'Albanie